# Šemsudin Gegić
Šemsudin Gegić (Dolina, Zavidovići, 29. listopada 1951.) spisatelj, dramaturg, kazališni, televizijski i filmski redatelj, jedan od rijetkih autora regije koji je tokom svoje tridesetogodišnje karijere dobio najviša međunarodna priznanja u svim medijima i žanrovima u kojima se okušao.

## Životopis
Diplomirao je na Fakultetu dramskih umjetnosti Sveučilišta u Beogradu (kazalište, film, radio i televizija).
Jednogodišnju profesionalnu obuku multimedijalne režije završio je, uz podršku RTV BiH i Teatra Verdi-Italia, 1995./96. god. u Milanu.
Bivši je ravnatelj i umjetnički ravnatelj Narodnog kazališta Mostar a prije toga je uspješno obavljao poslove: 
- urednik-autor/redatelj na FTV
- animator kulture
- sekretar Kulturno-prosvjetne zajednice BiH
- urednik I i II
- odgovorni urednik Dokumentarno-dramskog programa RTV
- koordinator programa RTV BiH
- direktor programa RTV BiH.

Sadašnji je predsjednik Upravnog odbora JU Kazališta mladih Sarajevo i član je UFRBiH (Udruženje filmskih radnika BiH- redatelji) i umjetnički je ravnatelj Intimo Teatro Internazionale u Milanu.
Trenutno je izvanredni profesor na odsjecima glume i produkcije pri Akademiji dramskih umjetnosti (kazalište, film, radio i televizija) Sveučilišta u Tuzli te stručni suradnik, profesor multimedijalne režije i kreativne produkcije na Istočno-europskom koledžu u Plovdivu.
Bio je sudionik i govornik na konferencijama i seminarima na temu produkcije, režije i upravljanja u kazalištu, filmu i elektroničkim medijima, kao i predsjednik (član) žirija nacionalnih i međunarodnih kazališnih i filmskih festivala. 

## Umjetnička djelatnost
Autor i redatelj deset igranih i dokumentarnih radio-drama, među kojima su:
- Album čovjeka koji ide iz naroda
- Mantijaši
- Crni vrh
- Udove jedne vojne
- Zadnji stanari tekije i dr.

Autor i redatelj u praizvedbi deset originalnih kazališnih drama: 
- Ruho
- Trofejne noći
- Sarajevska trokuka
- Genetski ples-Hasanaginica
- Fundamentalist ili tajna mlade udovice (koautor Emina Gegić)
- Dobrovoljni davaoci kr(i)vi
- Krvopija
- Zadirkivanje u budale ili Veseli događaji
- Časna grješnica
- Koncert za pticu rugalicu

Redatelj, scenograf i adaptacija
- Posljednja ljubav Hasana Kaimije

Redatelj predstava prema tekstu Emine Gegić: 
- La Sibilla di Sarajevo (Sarajevska proročica)
- 360 Gradi di rabbia (360 Stupnjeva bijesa)

Ove predstave su izvedene na pozornicama i u produkciji NP Sarajevo, NP Mostar, NP Zenica, Pokazalište 99 Sarajevo, Kazalište mladih Sarajevo, Teatro Franco Parenti i Tetaro Verdi – Milano, Teatro Galleria Toledo Napulj – Italija, Intimo Teatro Internazionale Milano, ASU Sarajevo, HNK Mostar.
Scenarist i redatelj više od trideset dokumentarnih, dokumentarno-igranih i televizijskih filmova kao što su: 
- Dopiši tugu,
- Memento-Kasarne zla:trilogija,
- Suada:božica dobrih namjera,
- Dječak iz ratnog filma,
- Karo,
- Ambasadori uče jezike,
- Nostalgični satovi,
- Autograf,
- Godine ponosa,
- Narodni neprijatelj „A“ kategorije,
- Titovaža- omnibus od 7 kratkih filmova,
- Jeka Ajšina glasa,
- Sarajevo zdesna nalijevo,
- Vozna karta za prošlost

Produkcija: Tv SA, Tv BiH, FTV, BHT, S.D. KUD Sarajevo, IR production-London, ADU, Flash production–Sarajevo, IEOC production Plovdiv, Bugarska, Hot spot films-Dubai, UAE-i i dr.
U teatrografiji i filmografiji posebno su mu naznačena autorska djela (scenarist i redatelj) s mostarskim motivima: 
- Stopama sjenki, dokumentarni igrani film o Starom mostu i njegovom graditelju mimaru Hajrudinu (suradnja s NP Mostar),
- Šebi arus - Uoči Nevjestine noći, dokumentarni film (suradnja s mostarskim/blagajskim dervišima)
- Red Army Mostar, dokumentarac o navijačima FK "Velež"
- Zadnji stanari tekije, igrani film o prvom filmu snimljenom u Mostaru »Posljednji most« s Marijom Schell u glavnoj ulozi,
- Frend of Bosnia, dokumentarac o Teufiku Velagiću i Mladim muslimanima
- Ruho – tri premijere i desetine repriznih ambijentalno-scenskih igranja kazališne predstave, 1988., 1997., 2004. u produkciji NP Mostar i Teatro Toledo Napoli i režiji Jovice Pavića, Šemsudina Gegića i Laure Angiulli
- Trofejne noći, ambijentalna prva poslijeratna kazališna predstava u devastiranom hotelu "Ruža", 1998. (suradnja s Centrom za kulturu, Festivalom Mostarsko ljeto i BHT)
- Fundamentalist ili Tajna mlade udovice, autori: Šemsudin Gegić i njegova kći Emina Gegić (produkcija NP Mostar)
- Krvopija, monodrama u izvođenju glumice HNK Mostar Jelene Kordić (igranja na pozornicama Studija 64 NP Mostar, HNK Mostar i 32 reprizne predstave na pozornicama kazališta BiH i regiji; predstava je odabrana i službeno je otvorila 33. Internacionalni festival monodrame i pantomime Zemun-Beograd)
- Seobe lica, autorska trilogija - drame Ruho, Sarajevska trokuka i Genetski ples (Izdavač IP "Slovo" Mostar, promocija Studio 64 NP Mostar - Nastavna literatura na fakultetima i akademijama Sveučilišta  u Sarajevu, Tuzli, Sofiji, Napulju i Plovdivu
- Radijska umjetnost; Enciklopedija bh. stvaralaštva: urednik i autor koncepta – 100 epizoda (Između ostalih bh. stvaralaca snimljene su polusatne emisije o Mostarcima: Aleksa Šantić, Hamza Humo, Svetozar Ćorović, Osman Đikić, Himzo Polovina...)
- Mostarska tv trilogija: Pirati nad Mostarom, Mostarska terapija i Šantićeva 88 (filmovi o predratnom, ratnom i poslijeratnom Mostaru i Mostarcima).

Njegova djela (kazalište, film, radio i televizija) su izvedena i prikazivana u natjecateljskom izboru prestižnih festivala u New Yorku (TribecaFilmFestival), Moskva (Zlatni vitez), Göteborgu (IFF), Berlinu (Prix Europa), Butrintiu (IFTeatro), Dohi (IFF AlJazeera), San Franciscu (UNAFF), Budvi (ITF Grad teatar), Dubrovniku (Internacionalni film Centar), Bolonji (Prix Italia), Kazanu (Zlatni minbar), Milanu (Scena Prima), Napulju (Napolidrammaturgia in Festival), Sofiji (Zlatna art amfora), Sarajevu (SFF, 3 puta), Plovdivu (Balfest, 2 puta) Beogradu (IFDF), Londonu (IFF), Cagliari (Prix Italia), Sardinija (Assuni film festival), Milano (Lombardia Teatro Fest), Palermu, Brčkom, Zenici, Bihaću... 
Njegove drame su objavljene u ediciji Antologija suvremene drame "Ka novoj drami", Nova knjiga, Beograd i "Seobe lica", Slovo, Mostar.
Djela su mu prevedena na engleski, francuski, ruski, talijanski, njemački, arapski i bugarski jezik. 	
Pored redateljskog i autorskog djela, ujedno je predsjednik žirija festivala »Mostarska liska« (NP Mostar) i autor ideje i koncepta pomoćne ambijentalne scene NP: BiHyde Park.

## Nagrade i priznanja
Dobitnik je brojnih domaćih i međunarodnih nagrada i priznanja za dramsku umjetnost i filmsku kreativnost:
- Nagrada Hercegovačko sunce za filmsku umjetnost, Mostar, BiH, 2011.
- Nagrada "Zlatne ruke" za ljudska prava i čovječnost, „Autograf“, 2010.
- Nagrada "Bez dubla" za majstorstvo snimanja igranog dokumentarnog filma "Stopama sjenki", Plovdiv/Bugarska, 2009.
- Grand Prix Camera Veritas za najbolji film „Ambasadori uče jezike“, Plovdiv/Bugarska, 2008.
- Maxi man of the year awards 2008. - film, Sarajevo, Bosna i Hercegovina, 2008.
- Zlatna art amphora za najbolji dokumentarni film „Dječak iz ratnog filma“, Sofija/Bugarska, 2004.
- Prix Europa:Berlin – Best European Radio Documentary of the Year 2005 za fitcher „Zadnji stanari tekije“, 2005.
- Prva Specijalna nagrada Napolidrammaturgiainfestival za najbolju dramu La Dote, Napoli/Italia, 2002.
- Statua Djevojka s Une Festivala scenskih umjetnosti BiH za dramsko stvaralaštvo, Bihać/Bosna i Herecegovina, 2001.
- Specijalna nagrada Međunarodnog žirija 6. Sarajevo Film Festivala za najbolji dokumentarno-igrani film «Stopama sjenki», Sarajevo/Bosna i Hercegovina, 2000.
- Nagrada Scena Prima za najbolju predstavu „La Sibilla di Sarajevo“, Emina Gegić/Šemsudin Gegić, Lombardia/Italija, 1996.
- Medalja ACLI za najbolju predstavu „La Sibilla di Sarajevo“, Emina Gegić/Šemsudin Gegić, Milano/Italija, 1995.
- Godišnja nagrada Saveza novinara Bosne i Hercegovine za televizijsko-dokumentarni poduhvat godine, Sarajevo/Bosna i Hercegovina, 1992.
- Godišnja nagrada Zlatno Kolo KPZ BiH za književno-dramsko stvaralaštvo, Sarajevo/Bosna i Herecegovina,1988.
- Top 3 najbolje drame za dramu „Mantijaši“, Ohrid/Jugoslavija, 1986.
- Prix Italia – Best World Radio Documentari of the Year 1985 za feature Album čovjeka koji ide iz naroda, Cagliari/Italia 1985.
- Književna nagrada Isak Samokovlija za najbolju dramu Ruho, Konkurs MRZ za Kulturno-prosvjetnu djelatnost Pljevlja, Beograd/ex Jugoslavija, 1984. i dr.

## Vanjske poveznice
- http://www.bhfilm.ba/
- http://www.narodno-mostar.info/  Arhivirana inačica izvorne stranice od 28. rujna 2013. (Wayback Machine)
- http://www.adu.untz.ba/